# Zingiber negrosense
Zingiber negrosense är en enhjärtbladig växtart som beskrevs av Adolph Daniel Edward Elmer. Zingiber negrosense ingår i släktet Zingiber och familjen Zingiberaceae. Inga underarter finns listade i Catalogue of Life.